# Sepp Hainzl

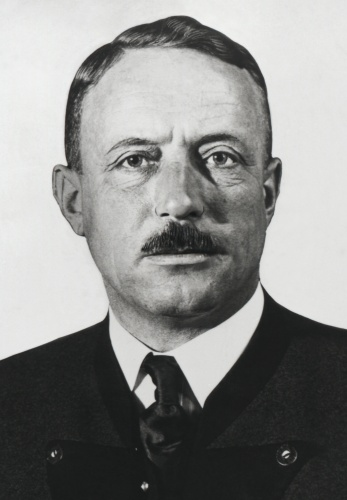
Josef Hainzl (1932)

Josef „Sepp“ Hainzl (* 20. März 1888 in Massing bei Krieglach; † 22. August 1960 in Oberkurzheim) war ein österreichischer Politiker (Heimatblock, NSDAP, FPÖ) und SS-Führer.

## Jugend und Erster Weltkrieg
Sepp Hainzl wurde im kleinen steirischen Ort Massing als Sohn eines Bauern geboren. Nach dem Besuch der Volksschule, der Bürgerschulen in Krems und Bruck an der Mur und dem Besuch der Landesschule für Alpwirtschaft Grabnerhof bei Admont verdiente Hainzl seinen Lebensunterhalt als Bauer.
Am Ersten Weltkrieg nahm Hainzl mit dem Schützenregiment 3 teil, wobei er an der Ostfront und an der Italienfront zum Einsatz kam und mehrmals schwer verwundet wurde. Im Herbst 1918 wurde er kriegsbeschädigt als Offizierstellvertreter beurlaubt. Im Krieg wurde er mit drei Tapferkeitsauszeichnungen dekoriert.

## Zwischenkriegszeit
1921 machte er sich als Landwirt selbständig.
In den 1920er Jahren begann Hainzl sich in Kreisen der extremen Rechten zu engagieren. Er war zunächst Mitbegründer des Steirischen Heimatschutzes und wurde dort 1930 Landesleiterstellvertreter, 1931–1932 Landesleiter. Er war am Pfrimer-Putschversuch beteiligt. Gleichzeitig war er 1930–1933 auch Mitglied des österreichischen Nationalrates für den Heimatblock. Im Parlament stand er mehrfach in Zentrum heftiger Zusammenstöße: So warf er beispielsweise am 19. Juli 1932 einen Zündstein auf Otto Bauer, der eine blutende Wunde am Kopf davontrug, und wofür Hainzl zu einer Geldstrafe von 300 Schillingen verurteilt wurde.
Er war maßgeblich für das Absetzen des Steirischen Heimatschutzes vom Kurs der Bundesführung der Heimwehr verantwortlich. Zwischen der Abstimmung und dem Beharrungsbeschluss über die Bedingungen des Lausanner Protokolls im August 1932 trat er aus dem Heimatblock aus. Seit den früheren 1930er Jahren engagierte sich Hainzl in der steirischen Gauleitung der österreichischen NSDAP.
Außerdem war er bis 1933 Mitglied der Landeskammer für Land- und Forstwirtschaft in der Steiermark.
Des Weiteren war er Präsident der Landeslandwirtschaftskammer in Steiermark, Obmann der Milchverwertungsgenossenschaft Pöls, Obmannstellvertreter der Murbodner Viehzuchtgenossenschaft Oberzeiring sowie Vorstandsmitglied im Verbande der Murbodner-Mürztaler Viehzuchtgenossenschaften.

## Nationalsozialismus und Zweiter Weltkrieg
Gleich nach dem „Anschluss“ Österreichs im März 1938 wurde er Landeshauptmannstellvertreter. Am 18. Mai 1938 beantragte er die Aufnahme in die NSDAP und wurde rückwirkend zum 1. Mai desselben Jahres aufgenommen (Mitgliedsnummer 6.244.196).
Von April 1938 bis zum Ende der NS-Herrschaft im Frühjahr 1945 saß Hainzl als Abgeordneter für das Land Österreich im nationalsozialistischen Reichstag. 
Er wurde NS-Landesbauernführer für die „Südmark“ (Steiermark und Kärnten) und gehörte ab 1940 dem Verwaltungsrat der Reichsnährstand Verlags GmbH in Berlin an.
Hainzl trat am 9. November 1939 der Allgemeinen SS bei (SS-Nummer 347.118) und erreichte 1941 den Rang eines Standartenführers.

## In der Zweiten Republik
1945–1948 war Hainzl inhaftiert.
1949 rief Hainzl, auf Initiative von Alfons Gorbach und unterstützt von 100 ehemaligen prominenten Nationalsozialisten, dazu auf, die Österreichische Volkspartei (ÖVP) zu wählen. Möglicherweise geschah dies zum Dank für die Unterstützung der einstigen NSDAP-Mitglieder durch führende Vertreter der steirischen ÖVP.
1956 war er kurzzeitig Mitglied der Landesparteileitung der Freiheitlichen Partei Österreichs (FPÖ) und ihr Spitzenkandidat im Wahlkreis Oststeiermark.

## Schriften
- Kleinkirchheim und St. Oswald, 1939.
- Die Aufgaben des Reichsnährstandes in der Kriegs-Ernährungswirtschaft, 1940.